# Wit-Rusland op de Olympische Winterspelen 1998
Tijdens de Olympische Winterspelen van 1998, die in Nagano (Japan) werden gehouden, nam Wit-Rusland voor de tweede keer deel.

## Medailleoverzicht
| Sport          | Olympiër            | Discipline  | Medaille |
| -------------- | ------------------- | ----------- | -------- |
| Biatlon        | Aleksej Ajdarov     | 20 km (m)   | Brons    |
| Freestyleskiën | Dmitri Dasjtsjinski | aerials (m) | Brons    |

## Deelnemers en resultaten
(m) = mannen, (v) = vrouwen 

### Alpineskiën
| Olympiër    | Discipline  | Resultaat | Prestatie        |
| ----------- | ----------- | --------- | ---------------- |
| Igor Joedin | super g (m) | 36e       | 1.45,92 (+11,10) |

### Biatlon
| Olympiër                                                                  | Discipline             | Resultaat | Prestatie |
| ------------------------------------------------------------------------- | ---------------------- | --------- | --- |
| Aleksej Ajdarov                                                           | 10 km (m)              | 37e       | 30.12,3 (+2.56,1) pen.: 2 (1 + 1) |
| Aleksej Ajdarov                                                           | 20 km (m)              | Brons     | 56.46,5 (+30,1) pen.: 1 (0 + 0 + 0 + 1) |
| Aleksandr Popov                                                           | 10 km (m)              | 55e       | 30.53,0 (+3.36,8) pen.: 2 (0 + 2) |
| Aleksandr Popov                                                           | 20 km (m)              | 29e       | 1:00.39,6 (+4.23,2) pen.: 3 (0 + 2 + 0 + 1) |
| Oleg Ryzjenkov                                                            | 10 km (m)              | 27e       | 29.38,2 (+2.22,0) pen.: 2 (0 + 2) |
| Oleg Ryzjenkov                                                            | 20 km (m)              | 9e        | 58.31,3 (+2.14,9) pen.: 2 (0 + 1 + 0 + 1) |
| Vadim Sasjoerin                                                           | 10 km (m)              | 46e       | 30.34,0 (+3.17,8) pen.: 1 (1 + 0) |
| Vadim Sasjoerin                                                           | 20 km (m)              | 13e       | 59.08,6 (+2.52,2) pen.: 2 (1 + 0 + 1 + 0) |
| Team Aleksej Ajdarov Oleg Ryzjenkov Aleksandr Popov Vadim Sasjoerin       | 4x7,5 km estafette (m) | 4e        | 1:23.14,0 (+1.37,8) pen.: 0-4 20.23,6 pen.: 0-0 (0-0 + 0-0) 20.18,5 pen.: 0-3 (0-0 + 0-3) 21.08,3 pen.: 0-1 (0-0 + 0-1) 21.23,6 pen.: 0-0 (0-0 + 0-0) |
|                                                                           |                        |           | |
| Natalja Moroz                                                             | 7,5 km (v)             | 28e       | 25.04,7 (+1.56,7) pen.: 0 (0 + 0) |
| Svetlana Paramygina                                                       | 7,5 km (v)             | 24e       | 24.50,0 (+1.42,0) pen.: 2 (0 + 2) |
| Svetlana Paramygina                                                       | 15 km (v)              | 12e       | 56.53,4 (+2.01,4) pen.: 2 (0 + 0 + 2 + 0) |
| Natalja Permjakova                                                        | 15 km (v)              | 41e       | 1:01.33,5 (+7.41,5) pen.: 3 (1 + 2 + 0 + 0) |
| Natalja Ryzjenkova                                                        | 7,5 km (v)             | 52e       | 26.10,5 (+3.02,5) pen.: 4 (1 + 3) |
| Natalja Ryzjenkova                                                        | 15 km (v)              | 19e       | 58.03,5 (+3.11,5) pen.: 3 (0 + 2 + 1 + 0) |
| Irina Tananajko                                                           | 7,5 km (v)             | 22e       | 24.42,5 (+1.34,5) pen.: 0 (0 + 0) |
| Irina Tananajko                                                           | 15 km (v)              | 22e       | 58.25,4 (+3.33,4) pen.: 1 (0 + 1 + 0 + 0) |
| Team Irina Tananajko Natalja Ryzjenkova Natalja Moroz Svetlana Paramygina | 4x7,5 km estafette (v) | 12e       | 1:45.24,0 (+5.10,4) pen.: 0-7 25.42,4 pen.: 0-1 (0-0 + 0-1) 25.47,5 pen.: 0-2 (0-2 + 0-0) 28.30,5 pen.: 0-2 (0-1 + 0-1) 25.23,6 pen.: 0-2 (0-1 + 0-1) |

### Freestyleskiën
| Olympiër                    | Discipline  | Resultaat | Prestatie                           |
| --------------------------- | ----------- | --------- | ----------------------------------- |
| Oleg Koelesjov              | moguls (m)  | 29e       | dnq (kwalificatie: 11,13 p.)        |
| Dmitri Dasjtsjinski         | aerials (m) | Brons     | 240,79 p. (kwalificatie: 249,04 p.) |
| Aleksej Grisjin             | aerials (m) | 8e        | 220,99 p. (kwalificatie: 217,84 p.) |
| Vasili Vorobëv              | aerials (m) | 13e       | dnq (kwalificatie: 199,29 p.)       |
| Aleksandr Tkatsjenko        | aerials (m) | 18e       | dnq (kwalificatie: 178,46 p.)       |
| Joelija Milko-Tsjernomorets | moguls (v)  | 19e       | dnq (kwalificatie: 20,20 p.)        |

### Kunstrijden
| Olympiër                      | Discipline | Resultaat | Prestatie                                                 |
| ----------------------------- | ---------- | --------- | --------------------------------------------------------- |
| Tatjana Navka Nikolaj Morozov | ijsdansen  | 16e       | 32,0 p. (verpl.1: 14 - verpl.2: 15 - org.: 17 - vrij: 16) |

### Langlaufen
| Olympiër                                                                            | Discipline                    | Resultaat | Prestatie                                           |
| ----------------------------------------------------------------------------------- | ----------------------------- | --------- | --------------------------------------------------- |
| Sergej Dolidovitsj                                                                  | 10 km klassiek (m)            | dnf       | opgave                                              |
| Sergej Dolidovitsj                                                                  | 30 km klassiek (m)            | 36e       | 1:42.18,7 (+8.22,9)                                 |
| Sergej Dolidovitsj                                                                  | 50 km vrije stijl (m)         | 31e       | 2:17.07,5 (+11.59,3)                                |
| Sergej Dolidovitsj                                                                  | achtervolging 10 km+15 km (m) | dnf       | opgave 10 km (10 km:dnf)                            |
| Vjatsjeslav Plaksoenov                                                              | 50 km vrije stijl (m)         | dnf       | opgave                                              |
| Aleksandr Sannikov                                                                  | 10 km klassiek (m)            | 39e       | 29.54,7 (+2.30,2)                                   |
| Aleksandr Sannikov                                                                  | 30 km klassiek (m)            | 40e       | 1:42.48,0 (+8.52,2)                                 |
| Aleksandr Sannikov                                                                  | 50 km vrije stijl (m)         | 27e       | 2:16.34,4 (+11.26,2)                                |
| Aleksandr Sannikov                                                                  | achtervolging 10 km+15 km (m) | 26e       | +3.39,2 (10 km:29.54 + 15 km:40.46,9)               |
| Nikolaj Semenjako                                                                   | 10 km klassiek (m)            | 73e       | 31.54,5 (+4.30,0)                                   |
| Nikolaj Semenjako                                                                   | 30 km klassiek (m)            | 54e       | 1:47.32,5 (+13.36,7)                                |
| Nikolaj Semenjako                                                                   | 50 km vrije stijl (m)         | dnf       | opgave                                              |
| Nikolaj Semenjako                                                                   | achtervolging 10 km+15 km (m) | 60e       | +9.53,6 (10 km:31.54 + 15 km:45.01,3)               |
| Aleksej Tregoebov                                                                   | 10 km klassiek (m)            | 70e       | 31.43,9 (+4.19,4)                                   |
| Aleksej Tregoebov                                                                   | 30 km klassiek (m)            | 18e       | 1:40.05,9 (+6.10,1)                                 |
| Aleksej Tregoebov                                                                   | achtervolging 10 km+15 km (m) | dnf       | opgave 15 km (10 km:31.43 + 15 km:dnf)              |
| Team Sergej Dolidovitsj Aleksej Tregoebov Aleksandr Sannikov Vjatsjeslav Plaksoenov | 4x10 km estafette (m)         | 14e       | 1:45.15,3 (+4.19,6) 26.14,1 27.18,4 26.16,8 25.26,0 |
|                                                                                     |                               |           |                                                     |
| Jekaterina Antonjoek                                                                | 15 km klassiek (v)            | 42e       | 52.24,5 (+5.29,1)                                   |
| Svetlana Kamotskaja                                                                 | 5 km klassiek (v)             | 48e       | 19.32,7 (+1.54,8)                                   |
| Svetlana Kamotskaja                                                                 | 15 km klassiek (v)            | 39e       | 51.59,0 (+5.03,6)                                   |
| Svetlana Kamotskaja                                                                 | 30 km vrije stijl (v)         | 42e       | 1:33.51,6 (+11.50,1)                                |
| Svetlana Kamotskaja                                                                 | achtervolging 5 km+10 km (v)  | 47e       | +4.41,3 (5 km:19.32 + 10 km:31.16,2)                |
| Ljoedmila Korolik                                                                   | 5 km klassiek (v)             | 63e       | 20.17,9 (+2.40,0)                                   |
| Ljoedmila Korolik                                                                   | 30 km vrije stijl (v)         | 44e       | 1:34.07,5 (+12.06,0)                                |
| Ljoedmila Korolik                                                                   | achtervolging 5 km+10 km (v)  | 58e       | +6.25,5 (5 km:20.17 + 10 km:32.15,4)                |
| Jelena Sinkevitsj                                                                   | 5 km klassiek (v)             | 23e       | 18.50,2 (+1.12,3)                                   |
| Jelena Sinkevitsj                                                                   | 15 km klassiek (v)            | 15e       | 49.20,8 (+2.25,4)                                   |
| Jelena Sinkevitsj                                                                   | 30 km vrije stijl (v)         | 12e       | 1:27.15,3 (+5.13,8)                                 |
| Jelena Sinkevitsj                                                                   | achtervolging 5 km+10 km (v)  | 21e       | +2.12,6 (5 km:18.50 + 10 km:29.29,5)                |
| Irina Skripnik                                                                      | 5 km klassiek (v)             | 55e       | 19.44,2 (+2.06,3)                                   |
| Irina Skripnik                                                                      | 15 km klassiek (v)            | 43e       | 52.26,2 (+5.30,8)                                   |
| Irina Skripnik                                                                      | 30 km vrije stijl (v)         | 47e       | 1:34.38,4 (+12.36,9)                                |
| Irina Skripnik                                                                      | achtervolging 5 km+10 km (v)  | 55e       | +5.45,9 (5 km:19.44 + 10 km:32.08,8)                |
| Team Svetlana Kamotskaja Jekaterina Antonjoek Jelena Sinkevitsj Ljoedmila Korolik   | 4x5 km estafette (v)          | 14e       | 59.56,9 (+4.43,4) 15.06,8 15.19,7 14.49,0 14.41,4   |

### Noordse combinatie
| Olympiër              | Discipline      | Resultaat | Prestatie                                  |
| --------------------- | --------------- | --------- | ------------------------------------------ |
| Konstantin Kalinovski | individueel (m) | 42e       | +8.17,1 — schans: 181,0 p — 15 km: 43.38,2 |
| Sergej Zacharenko     | individueel (m) | 43e       | +9.51,1 — schans: 158,0 p — 15 km: 42.54,2 |

### Schaatsen
| Olympiër                  | Discipline | Resultaat | Prestatie                   |
| ------------------------- | ---------- | --------- | --------------------------- |
| Vitali Novitsjenko        | 5000 m (m) | 32e       | 7.19,76 (+57,56)            |
|                           |            |           |                             |
| Svetlana Sjepelnikova     | 3000 m (v) | 29e       | 4.36,97 (+29,68)            |
| Ljoedmila Kostjoekjevitsj | 500 m (v)  | 31e       | 1.22,43 (+5,83) 41,00+41,43 |
| Ljoedmila Kostjoekjevitsj | 1000 m (v) | 34e       | 1.22,58 (+6,07)             |
| Anzjelika Kotjoega        | 500 m (v)  | 16e       | 1.19,61 (+3,01) 39,76+39,85 |
| Anzjelika Kotjoega        | 1000 m (v) | 25e       | 1.21,35 (+4,84)             |

### Schansspringen
| Olympiër            | Discipline                     | Resultaat | Prestatie                                                        |
| ------------------- | ------------------------------ | --------- | ---------------------------------------------------------------- |
| Aleksej Sjibko      | normale schans individueel (m) | 40e       | 80,0 punten 80,0 p. (74,0 m) + niet geplaatst voor tweede ronde  |
| Aleksej Sjibko      | grote schans individueel (m)   | 55e       | 65,1 punten 65,1 p. (94,5 m) + niet geplaatst voor tweede ronde  |
| Aleksandr Sinjavski | normale schans individueel (m) | 50e       | 71,5 punten 71,5 p. (70,0 m) + niet geplaatst voor tweede ronde  |
| Aleksandr Sinjavski | grote schans individueel (m)   | 32e       | 94,2 punten 94,2 p. (109,0 m) + niet geplaatst voor tweede ronde |

### IJshockey
| Olympiër | Discipline | Resultaat | Prestatie |
| --- | ---------- | --------- | --- |
| Aleksandr Aleksejev Aleksandr Andrijevski Vadim Bekboelatov Sergej Jerkovitsj Aleksandr Galtsjenjoek Aleksej Kaljoezjny Viktor Karatsjoen Oleg Chmyl Andrej Kovaljov Aleksej Lozjkin Igor Matoesjkin Andrej Mezin Vasili Pankov Oleg Romanov Oleg Antonenko Jevgeni Rosjtsjin Roeslan Salej Aleksandr Sjoemidoeb Andrej Skabelka Sergej Stas Vladimir Tsyplakov Edoeard Zankovjets Aleksandr Zjoerik | mannen     | 7e        | Voorronde groep A: 4- 0 Wit-Rusland - Frankrijk 8- 2 Wit-Rusland - Duitsland 2- 2 Wit-Rusland - Japan Hoofdronde groep D: 0- 5 Wit-Rusland - Canada 2- 5 Wit-Rusland - Verenigde Staten 2- 5 Wit-Rusland - Zweden Kwartfinale: 1- 4 Wit-Rusland - Rusland |

Amerikaanse Maagdeneilanden · Andorra · Argentinië · Armenië · Australië · Azerbeidzjan · België · Bermuda · Bosnië en Herzegovina · Brazilië · Bulgarije · Canada · Chili · China · Chinees Taipei · Cyprus · Denemarken · Duitsland · Estland · Finland · Frankrijk · Georgië · Griekenland · Groot-Brittannië · Hongarije · Ierland · IJsland · India · Iran · Israël · Italië · Jamaica · Japan · Joegoslavië · Kazachstan · Kenia · Kirgizië · Kroatië · Letland · Liechtenstein · Litouwen · Luxemburg · Macedonië · Moldavië · Monaco · Mongolië · Nederland · Nieuw-Zeeland · Noord-Korea · Noorwegen · Oekraïne · Oezbekistan · Oostenrijk · Polen · Portugal · Puerto Rico · Roemenië · Rusland · Slovenië · Slowakije · Spanje · Trinidad en Tobago · Tsjechië · Turkije · Uruguay · Venezuela · Verenigde Staten · Wit-Rusland · Zuid-Afrika · Zuid-Korea · Zweden · Zwitserland